# Capsicum pubescens
Capsicum pubescens или Перец опушенный — вид растений семейства Паслёновые (Solanaceae), происходящий из Боливии, Перу и Эквадора.

## Таксономия
Capsicum pubescens Ruiz & Pav., Florae Peruvianae, et Chilensis Prodromus 2: 30 Архивная копия от 8 марта 2022 на Wayback Machine. 1799.
Сведения о виде восходит к доинкским временам; следы его присутствия были найдены в пещерах Гитарреро. Существование Capsicum pubescens было задокументировано древними перуанцами культур Паракас, Наска, Моче и Чиму с помощью текстиля, керамики и домашних останков. Этот перец чили — самый важный ингредиент боливийского соуса llajwa. Он также считается флагманом Перу и употребляется в свежем, пастообразном, сушеном или молотом виде. Вид принадлежит к виду рода Capsicum (перец) и известен в Перу и Эквадоре как rocoto (Quechua, rukutu, ruqutu'), locoto в Боливии и Аргентине (Aymara, luqutu) и как перец manzano в Мексике, что означает «яблоко» за его плоды в форме яблока. 
Этот вид встречается в основном в Центральной и Южной Америке и известен только в культуре. Название вида pubescens означает волосатый, что относится к волосатым листьям этого перца. Волосатость листьев вместе с черными семенами отличают этот вид от других. Поскольку они достигают относительно преклонного возраста и быстро одревесневают, их иногда называют древесным чили. Из всех одомашненных видов перца этот является наименее распространенным и систематически наиболее удаленным от всех остальных. Он репродуктивно изолирован от других видов рода Capsicum. Очень примечательной особенностью этого вида является его способность выдерживать более низкие температуры, чем другие культурные растения перца, хотя он не выдерживает морозов.

### Синонимы
- Capsicum violaceum Kunth, 1818
- Brachistus lanceifolius Miers, 1849
- Capsicum lanceifolium (Miers) Kuntze, 1891
- Capsicum guatemalense Bitter, 1924

## Описание

### Вегетативные характеристики
Как и все другие виды рода Capsicum, растения вида Capsicum pubescens растут как кустарник, но иногда как вьющиеся растения. Они относительно быстро превращаются в четырехметровые древесные растения и живут до 15 лет, что придает им, особенно с возрастом, почти древовидный вид. После формирования первого импульса растение впервые разветвляется на высоте около 30 см и формируется во время роста, далее разделяясь на кусты. Из пазух листьев развиваются побеги. У некоторых сортов ветви имеют пурпурный оттенок, как это наблюдается у других видов стручкового перца. Листья имеют черешок длиной 5-12 мм и листовую пластинку яйцевидной формы до 5-12 см, шириной от 2,5 до 4 см, сужающиеся кверху, а основание клиновидное.
Помимо относительно долгой жизни, Capsicum pubescens отличается от родственных видов многими другими характеристиками.

### Цветки
Цветки появляются поодиночке или парами (редко до четырех) на побегах, а их ветви имеют длину около 1 см, стебли цветка доходят до плода примерно до 4-5 см. Чашечка имеет пять треугольных заостренных зубцов, длина которых у плода около 1 мм. Отличительной особенностью, отличающейся от других культурных видов рода Capsicum, являются лепестки сине-фиолетового цвета, более яркие в центре. Пыльники частично пурпурные, частично белые.

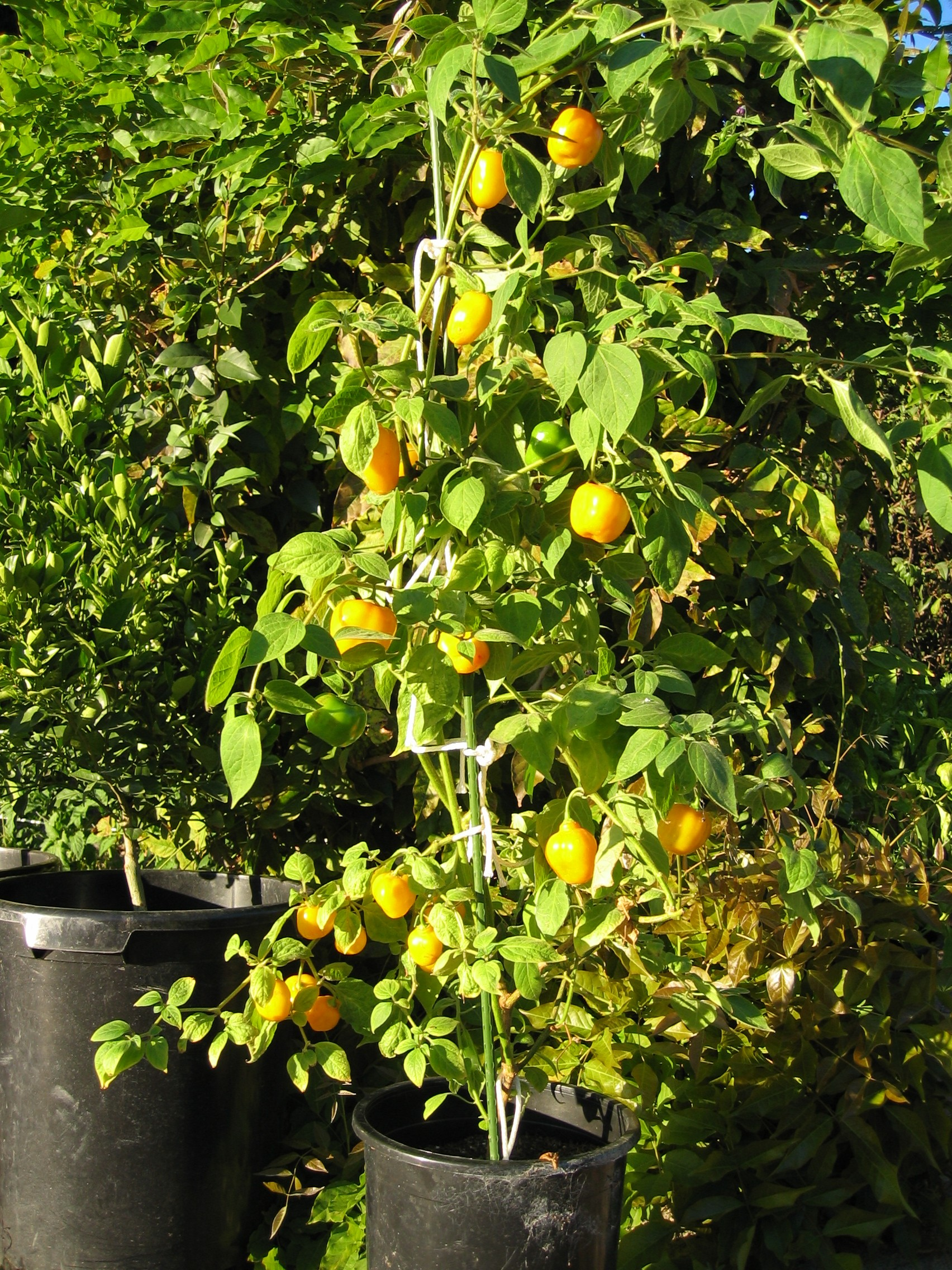
Перец Manzano со спелыми стручками
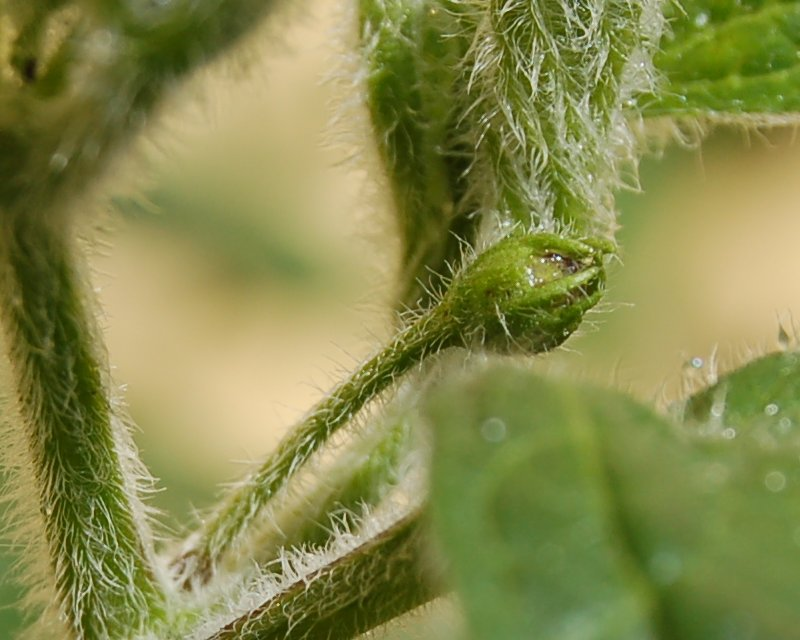
Бутон перца rucutu с множеством волосков, характерных для этого вида и его названия
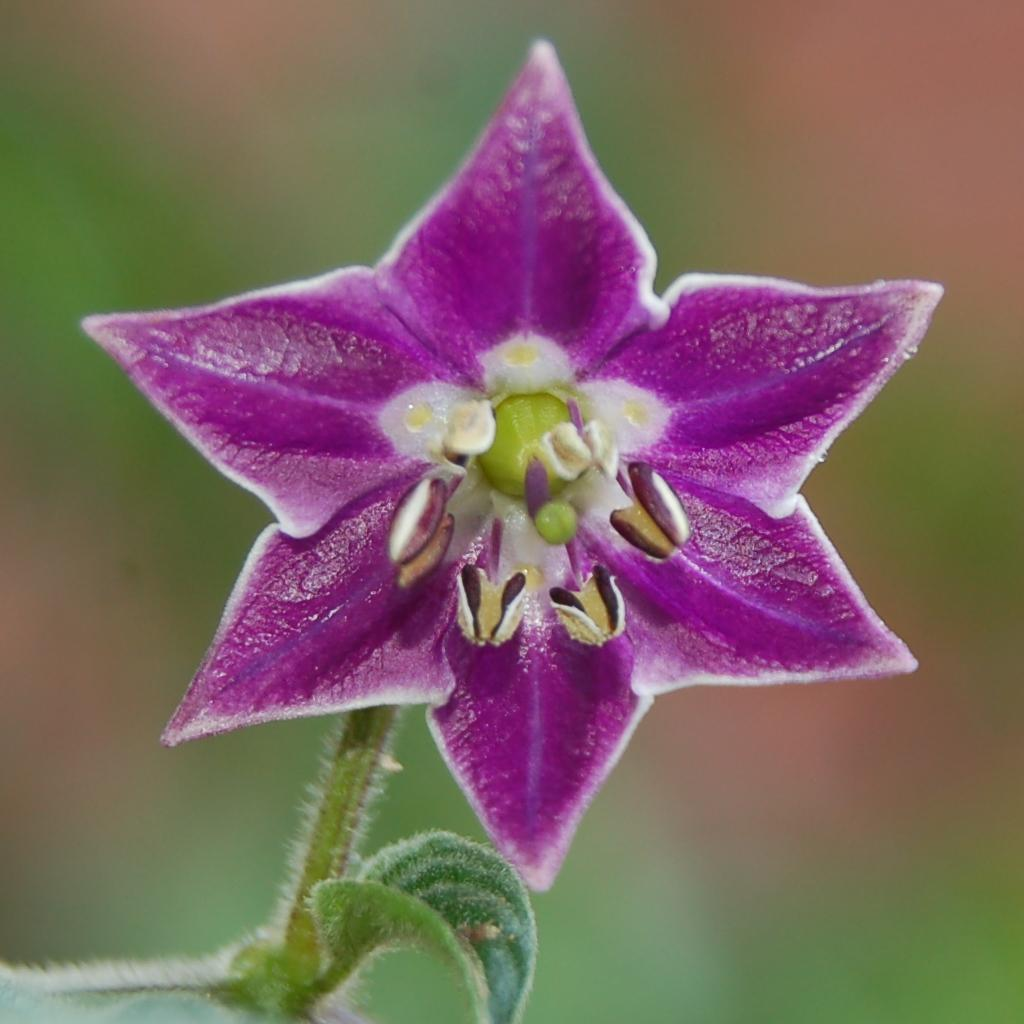
Типичный цветок перца rucutu: пурпурный венчик с белыми пятнами в центре.
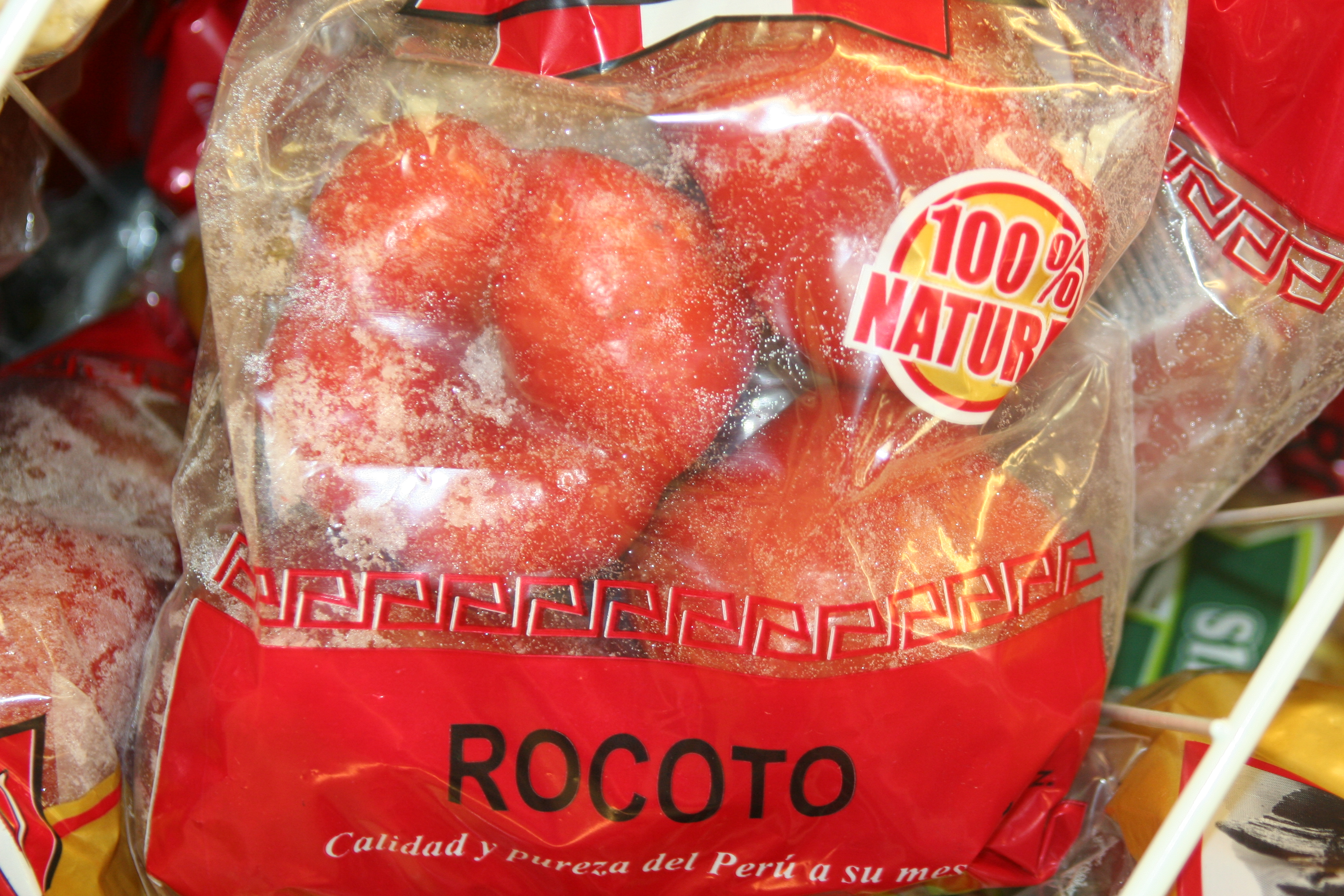
Пакет замороженных rucutu для продажи на рынке в Калифорнии, 2009 год. Этот оранжевый сорт обычно выращивают в прибрежных районах Южной Калифорнии и круглый год можно найти в свежем виде в овощных секциях этнических рынков.
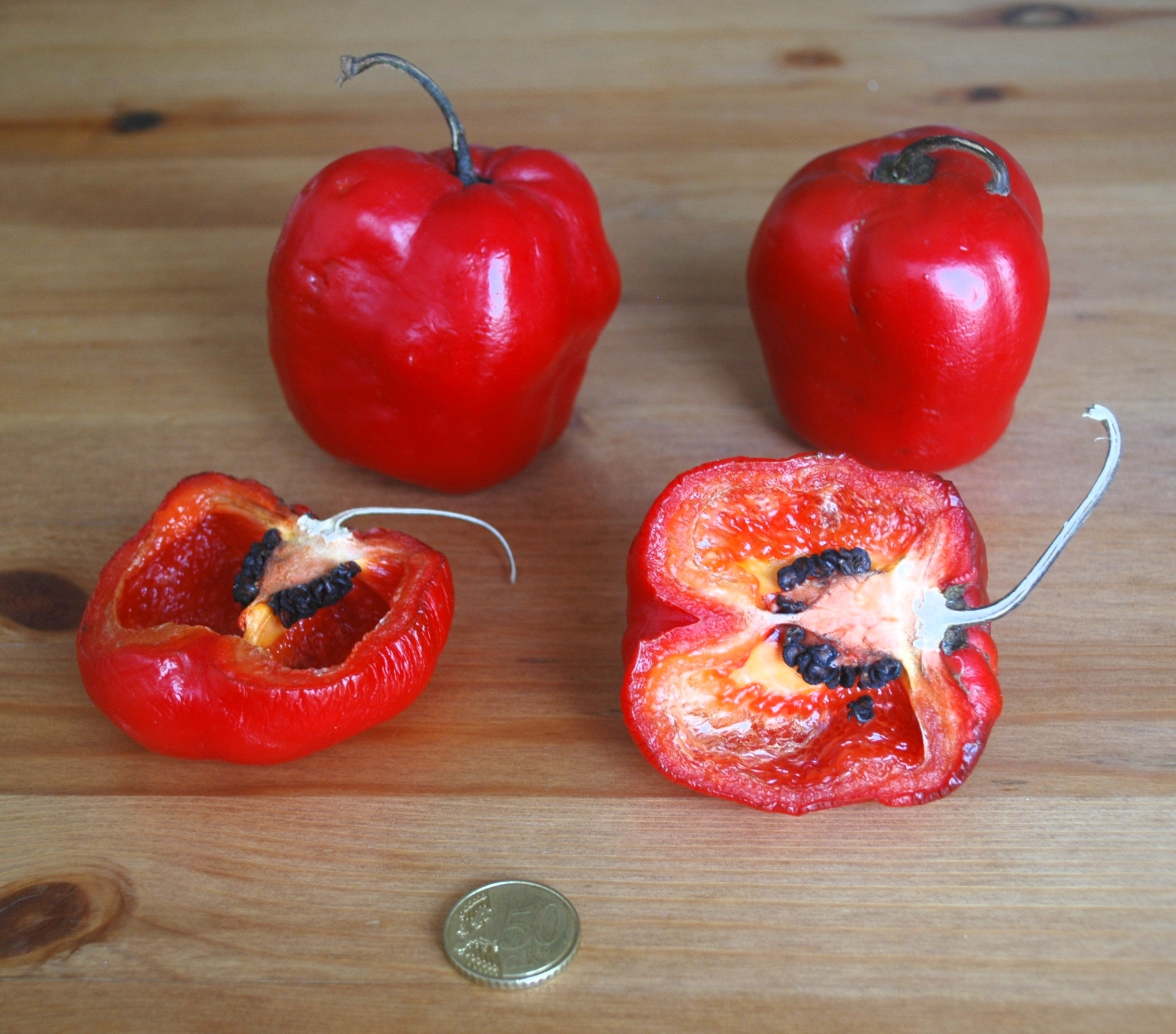
Поперечное сечение плодов Red Rocoto с черными семенами
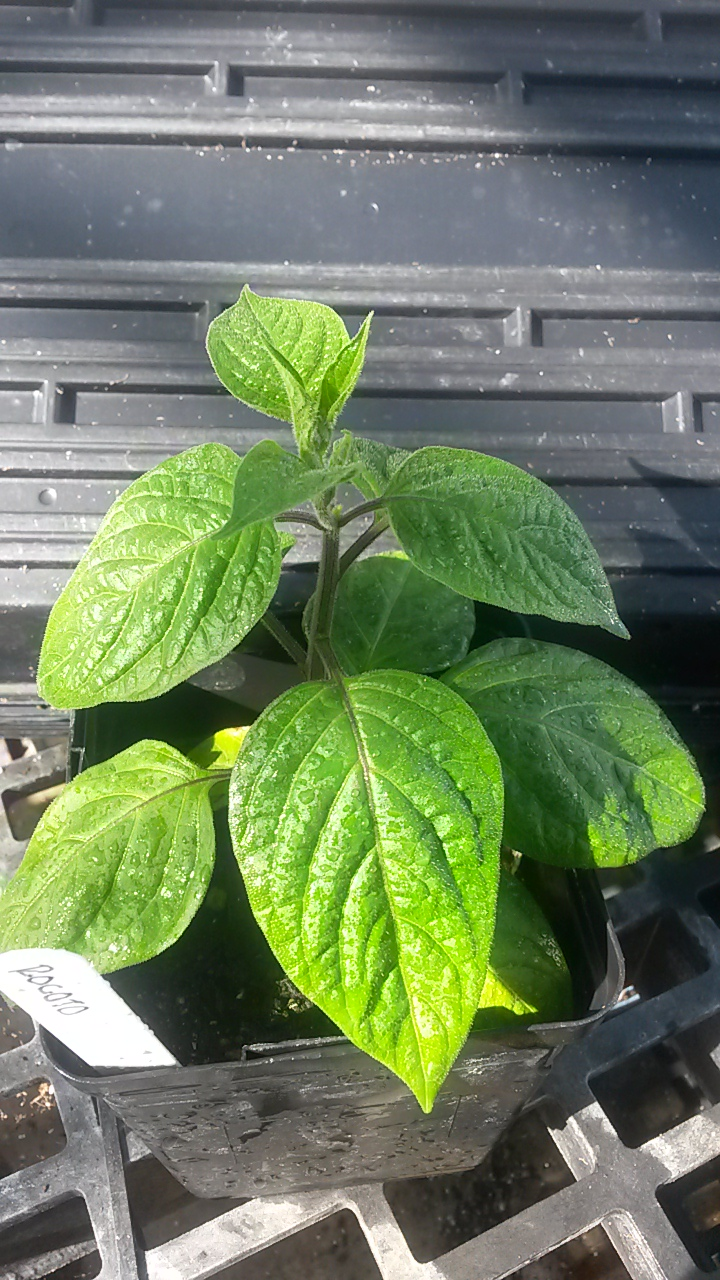
Растение rocoto до цветения